# المكراب (مأرب)

تعديل مصدري - تعديل

المكراب هي إحدى قرى عزلة ال راشد منيف بمديرية مأرب التابعة لمحافظة مأرب، بلغ تعداد سكانها 1343 نسمة حسب تعداد اليمن لعام 2004.